# I’ll Tell the World
I’ll Tell the World és una pel·lícula pre-codi dirigida per Edward Sedgwick i protagonitzada per Lee Tracy i Gloria Stuart. La pel·lícula es va estrenar el 20 d'abril de 1934.

## Repartiment
- Lee Tracy (Stanley Brown)
- Gloria Stuart (Jane Hamilton)
- Roger Pryor (William S. Briggs)
- Onslow Stevens (Príncep Michael)
- Alec B. Francis (Gran Duc Ferdinand)
- Willard Robertson (Hardwick)
- Lawrence Grant (Comte Strumsky, primer ministre)
- Leon Ames (Spud Marshall)
- Wilhelm von Brincken (Joseph)
- Craig Reynolds (aviador)
- Herman Bing (Adolph)
- Dorothy Grainger (xicota de Stanley Brown)
- Hugh Enfield[1]
- Leon Wayccff[1]
- Edwin Mordant[1]
- Edward McWade[1]

Les fonts difereixen en si el personatge d'Otto el va interpretar Arthur Stone o Walter Brennan.

## Argument
Stanley Brown és el reporter estrella d'una agència de notícies que quan va a una cita amb la seva xicota rep una trucada de Hardwick, el seu editor, per a que esbrini perquè el Gran Duc Ferdinand de Ruritània està de visita als Estats Units. Tot just localitzar-lo descobreix que ja es troba de retorn cap a Europa i que el taxi que el portava ha explotat. L'editor li encomana que el segueixi a Europa. Allà, en un balneari Stanley es disfressa de tullit per tal que el periodista del diari rival, William S. Briggs, que esta cobrint la mateixa notícia, el reconegui. Tot i això, l'estratagema de Stanley fracassa quan una noia xoca accidentalment la seva bicicleta amb la cadira de rodes d'aquest i es presenta com Jane Hamilton, de Baltimore. Jane i Stanley ràpidament s'enamoren un de l'altre.
Més tard, els monàrquics de Ruritània celebren un banquet a Vichy per l'aniversari del duc. Tot i això, la verdadera raó del banquet és retornar Jane, que en realitat és la deposada princesa Helen, al tron de Ruritània. Stanley com Briggs hi assisteixen i mentre el primer festeja amb Jane, el segon descobreix el complot. Després que Briggs expliqui Stanley el que ha descobert, els dos reporters acorden una treva. Stanley, però, poc després traeix l'acord i s'escapa en tren a Grau, un poblet de la frontera Ruritana on Jane i Ferdinand han quedat de trobar-se amb el primer ministre, el conte Strunsky. Aquest però, és el cap dels conspiradors que pretenen acabar amb tota la monarquia. Conscients dels sentiments de Jane cap al nord-americà, el duc i Strkunsky demanen a Stanley que convenci Jane d'acceptar la corona. Quan Briggs arriba a Grau, Stanley l'empresona. A la vegada, aquest s'assabenta que Jane està compromesa amb el seu cosí, el príncep Michael.
Stanley, que no deixa de ser un periodista, s'afanya a enviar les notícies però descobreix que Griggs ha sabotejat les línies de la ciutat. Més tard, el príncep arriba a Grau, però Jane no mostra cap interès en convertir-se en reina. Strunsky empresona Stanley amb Briggs i quan tots dos intenten escapar, Stanley el traeix de nou i fuig tot sol. Stanley s'assabenta que Strunsky conspira per assassinar tan a Jane com a Michael i abans que ho pugui impedir el comte apunyala Michael i el mata. Stanley troba el seu cos i envia la notícia al seu diari. També rescata Jane que es dirigia cap a Ruritània. Després de tornar a Grau, Stanley allibera Briggs i després fa plans per casar-se amb Jane.